# Hosszúlevelű aggóvirág
A hosszúlevelű aggóvirág (Tephroseris longifolia) a fészkesvirágzatúak (Asterales) rendjébe és az őszirózsafélék (Asteraceae) családjába tartozó faj.

## Rendszertani besorolása
A Tephroseris longifoliát, korábban az aggófüvek (Senecio) nemzetségbe sorolták Senecio ovirensis néven.

## Előfordulása
A hosszúlevelű aggóvirág előfordulási területének a legnyugatibb határa Franciaország. Ez a növényfaj még fellelhető Közép-, Dél- és Délkelet-Európában is. Lengyelországból és Romániából azonban már hiányzik. A hosszúlevelű aggóvirág megtalálható Törökország európai részén. A Brit-szigeteken és Skandináviában nincsenek állományai.

## Alfajai
Ehhez a növényfajhoz az alábbi alfajok tartoznak :
- Tephroseris longifolia subsp. brachychaeta Greuter
- Tephroseris longifolia subsp. gaudinii (Gremli) Kerguélen
- Tephroseris longifolia subsp. pseudocrispa (Fiori) Greuter

## Képek

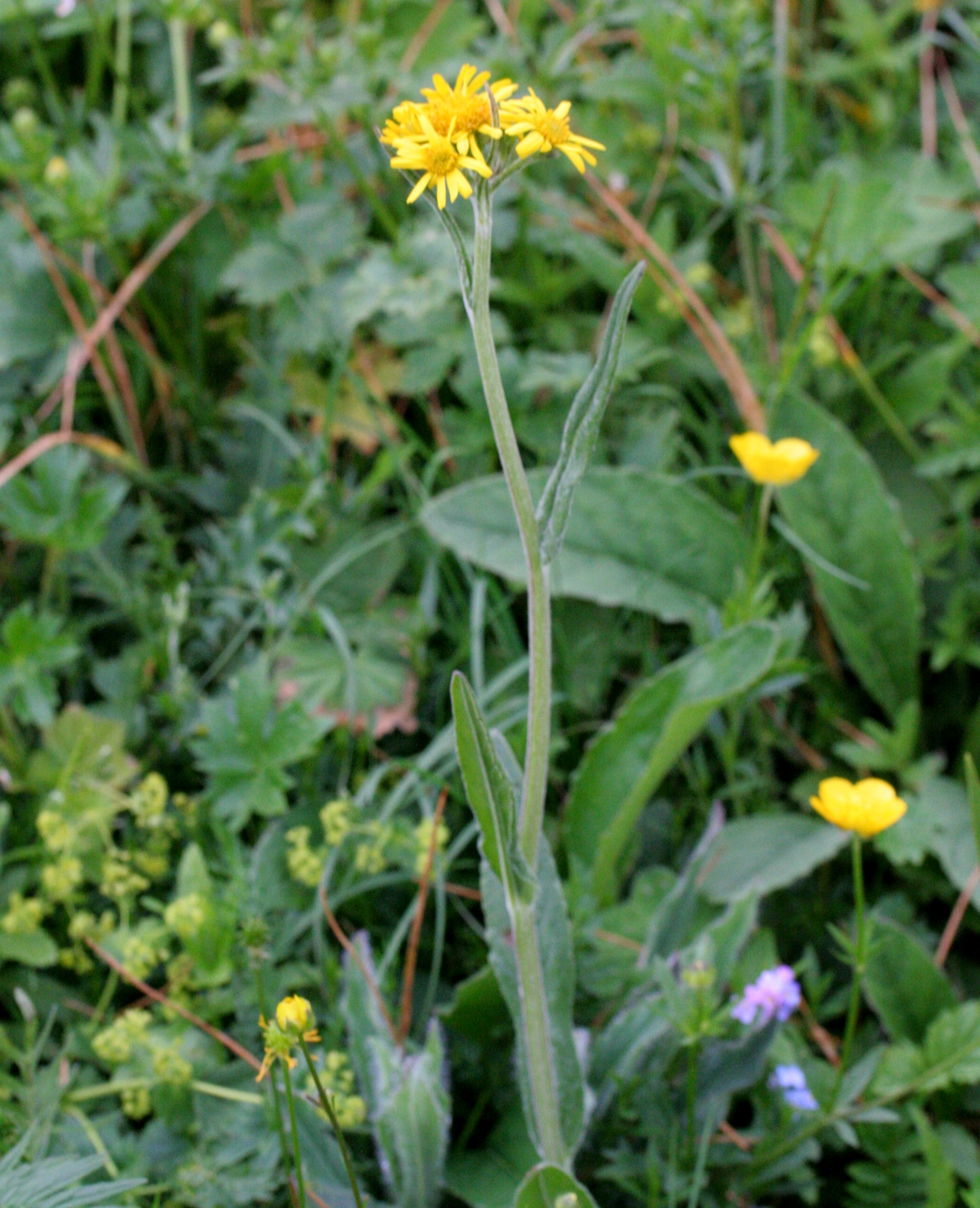
a növény
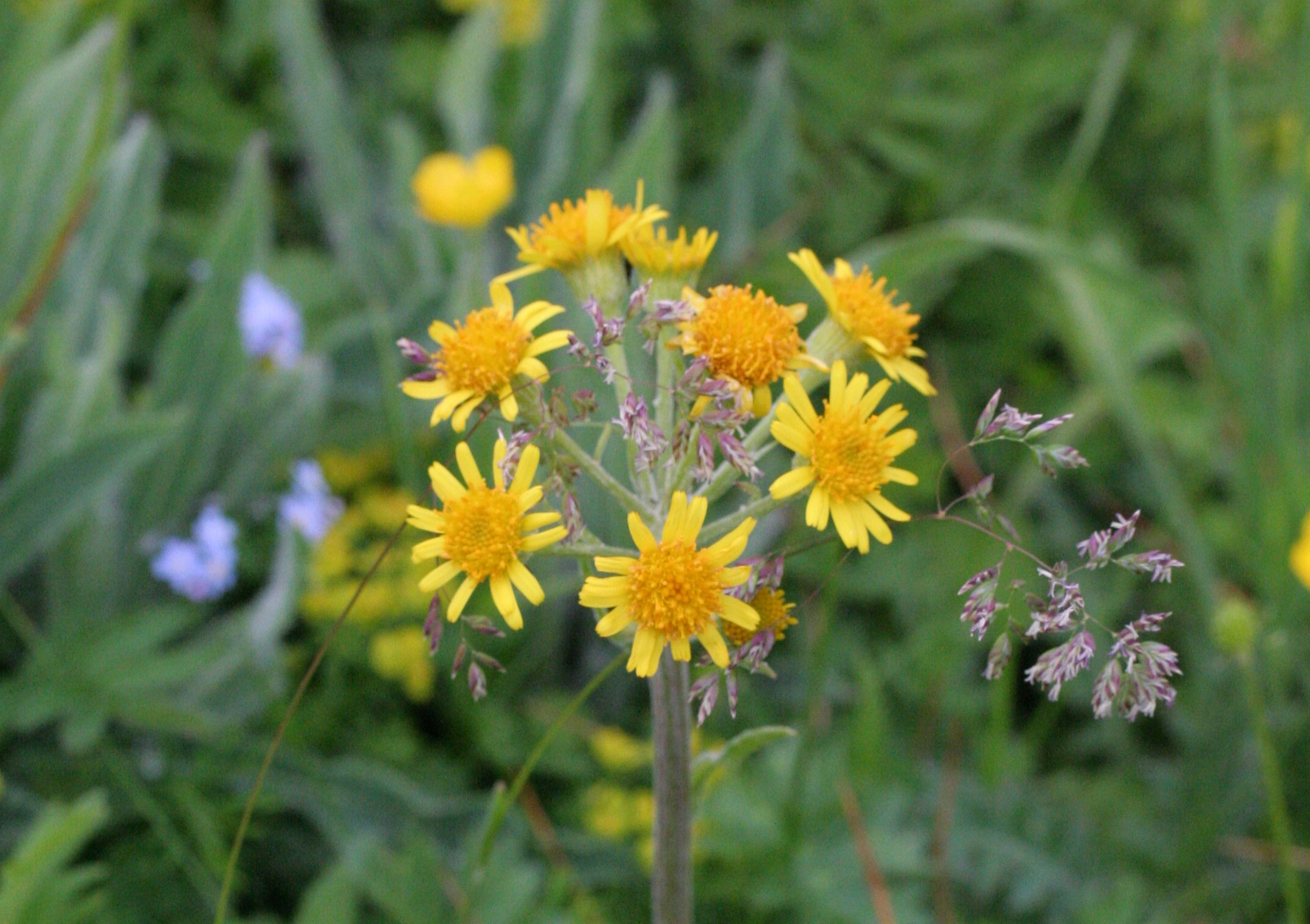
virágai
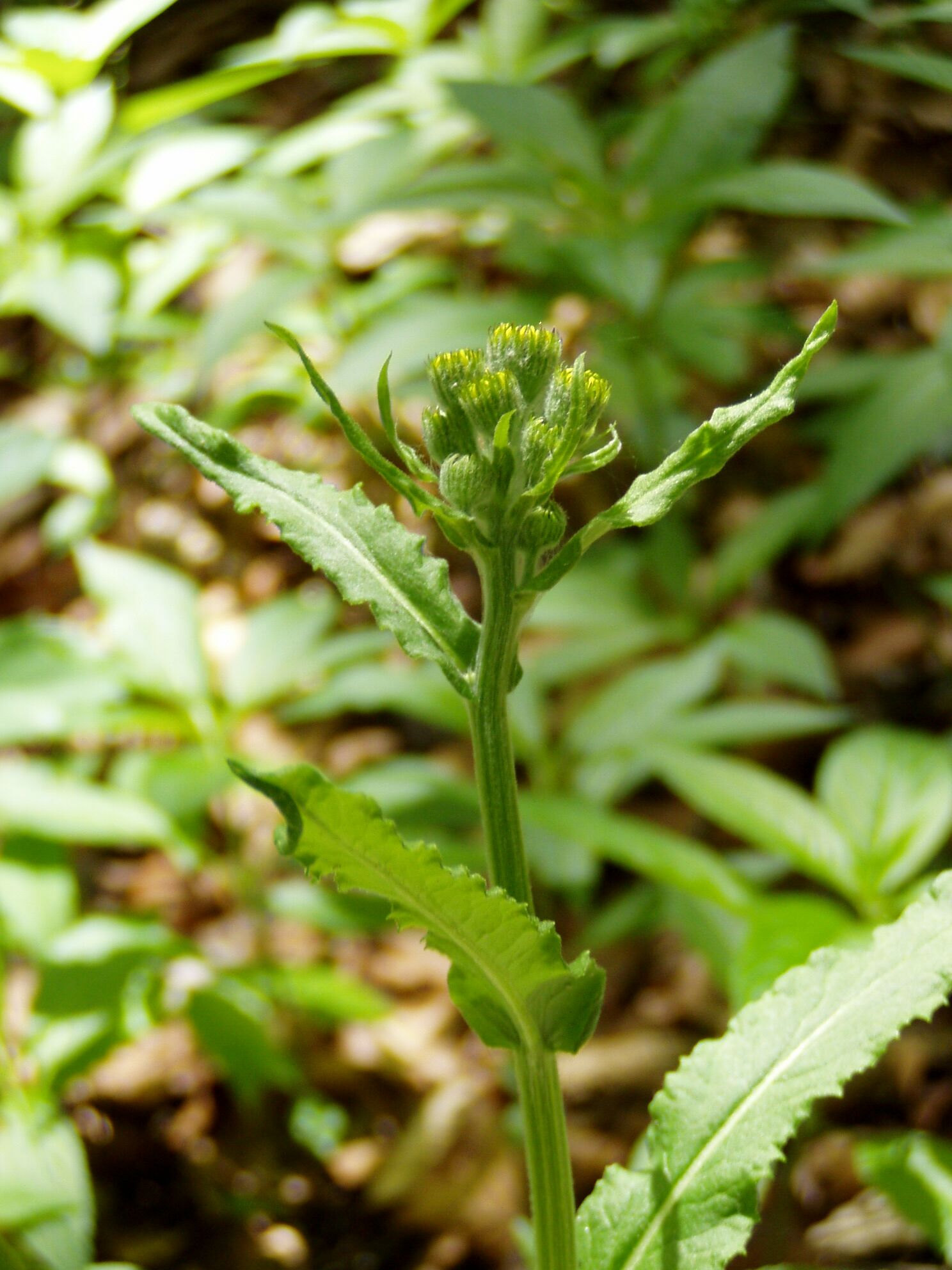
szára, levelei és bimbói
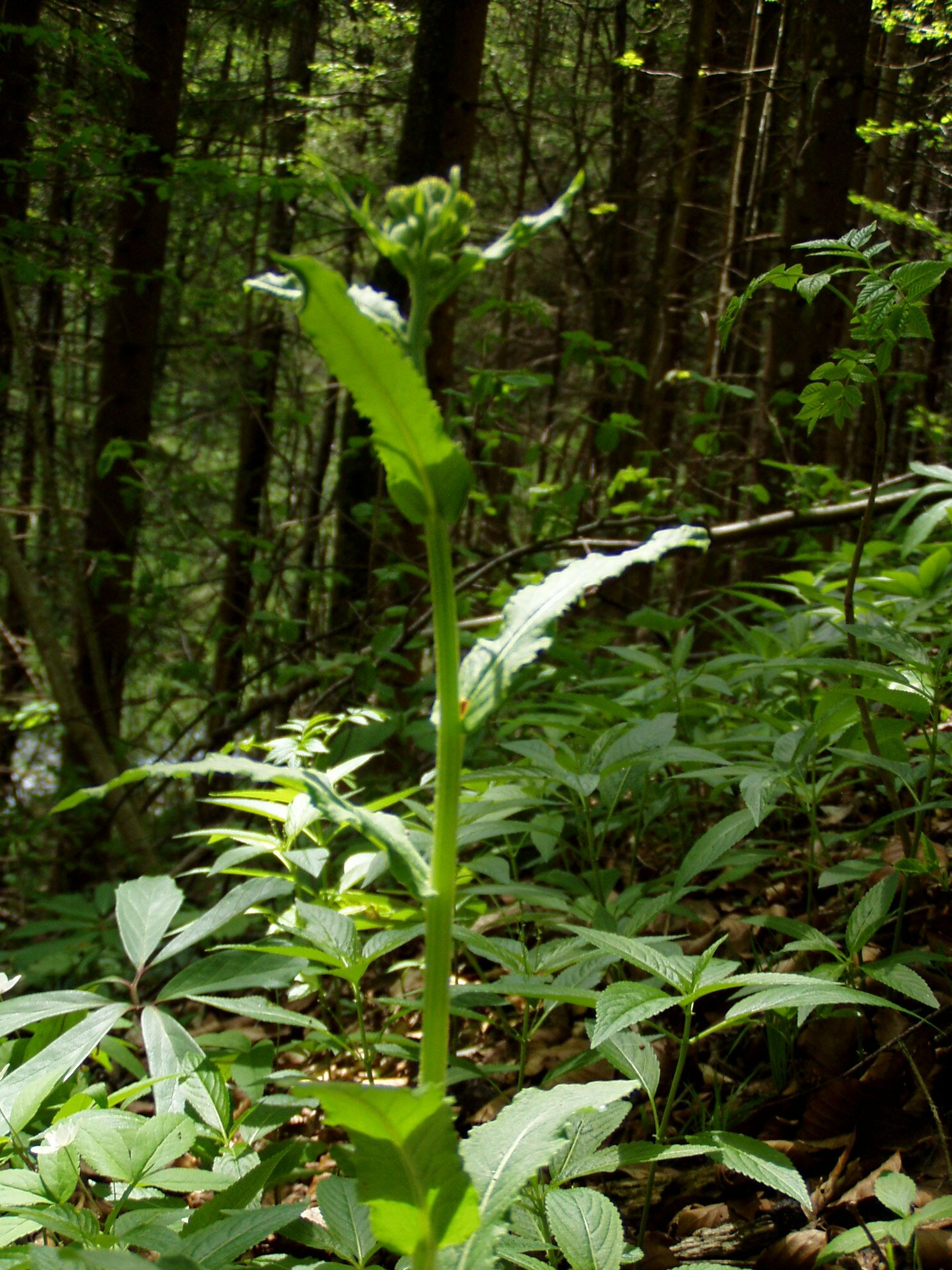
a természetes élőhelyén